# Route nationale 797
La route nationale 797 ou RN 797 était une route nationale française reliant le Vivier-sur-Mer à Pontorson. À la suite de la réforme de 1972, elle a été déclassée en RD 797 en Ille-et-Vilaine et en RD 997 dans la Manche.

## Ancien tracé du Vivier-sur-Mer à Pontorson (D 797 et D 997)
- Le Vivier-sur-Mer
- Saint-Broladre
- Saint-Georges-de-Gréhaigne
- Pontorson